# Torø Huse
Torø Huse is een vissersplaats in de Deense regio Zuid-Denemarken. Het dorp, gelegen op het eiland Funen hoort tot de gemeente Assens. De plaats telt 209 inwoners (2007).